# LGV Bretagne-Pays de la Loire
| TGV Duplex zwischen Le Mans und Sablé-sur-Sarthe |                      |                                                         |                                                         |
| Streckenkarte |                      |                                                         |                                                         |
| Streckennummer (SNCF): | 408 000              |                                                         |                                                         |
| Streckenlänge: | 182 km               |                                                         |                                                         |
| Spurweite: | 1435 mm (Normalspur) |                                                         |                                                         |
| Stromsystem: | 25 kV 50 Hz ~        |                                                         |                                                         |
| Maximale Neigung: | 35 ‰                 |                                                         |                                                         |
| Streckengeschwindigkeit: | 320 km/h             |                                                         |                                                         |
| Zweigleisigkeit: | ja                   |                                                         |                                                         |
| |                      |                                                         |                                                         |
| \| \| \| LGV Atlantique von Paris-Montparnasse \| \| \| \| 179,2 0,0 \| Abzw. von Connerré \| nach Le Mans \| \| \| 1,6 \| Bahnstrecke Paris–Brest \| Bahnstrecke Paris–Brest \| \| \| 3,2 \| Güterzugverbindungskurve \| Güterzugverbindungskurve \| \| \| 4,8 \| A11 \| A11 \| \| \| 11,8 \| Vive Parence \| Vive Parence \| \| \| 21,3 \| Bahnstrecke Le Mans–Mézidon \| Bahnstrecke Le Mans–Mézidon \| \| \| 21,5 \| Viaduc de la Sarthe (433 m) \| Viaduc de la Sarthe (433 m) \| \| \| 23,8 \| A28 \| A28 \| \| \| 25,5 \| Viaduc de Courbe (374 m) \| Viaduc de Courbe (374 m) \| \| \| \| Güterzugverbindungskurve \| \| \| \| 26,0 \| Bahnstrecke Paris–Brest \| Bahnstrecke Paris–Brest \| \| \| 28,1 \| Abzw. von La Milesse \| von Le Mans \| \| \| 28,4 \| Tranchée couverte d'Aigné (200 m) \| Tranchée couverte d'Aigné (200 m) \| \| \| 28,9 \| SEI d'Aigné \| SEI d'Aigné \| \| \| 29,5 \| Instandhaltungsbasis Aigné \| Instandhaltungsbasis Aigné \| \| \| 35,7 \| A81 \| A81 \| \| \| 47,7 \| Gée \| Gée \| \| \| 62,5 \| Viaduc de la Vègre (56 m) \| Viaduc de la Vègre (56 m) \| \| \| 63,6 \| SEI de Poillé-sur-Vègre \| SEI de Poillé-sur-Vègre \| \| \| 64,5 \| Abzw. von Sablé-sur-Sarthe \| nach Angers \| \| \| 69,7 \| Verbindungskurve Rennes – Angers („Virgule de Sablé“) \| Verbindungskurve Rennes – Angers („Virgule de Sablé“) \| \| \| \| Instandhaltungsbasis Sablé-sur-Sarthe \| \| \| \| \| Bahnstrecke Le Mans–Angers nach Angers \| \| \| \| 71,9 \| Treulon \| Treulon \| \| \| 76,9 \| Viaduc de l'Erve (144 m) \| Viaduc de l'Erve (144 m) \| \| \| 83,6 \| Viaduc de la Vaige (104 m) \| Viaduc de la Vaige (104 m) \| \| \| 96,5 \| Instandhaltungsbasis Louvigné \| Instandhaltungsbasis Louvigné \| \| \| 97,3 \| SEI de Louvigné \| SEI de Louvigné \| \| \| 98,6 \| Tranchée couverte de Louvigné (150 m) \| Tranchée couverte de Louvigné (150 m) \| \| \| 99,6 \| Viaduc de la Jouanne (120 m) \| Viaduc de la Jouanne (120 m) \| \| \| 102,5 \| Abzw. von Laval Est \| nach Laval \| \| \| 105,9 \| A81 (214 m) \| A81 (214 m) \| \| \| 106,5 \| Viaduc du Quartier (265 m) \| Viaduc du Quartier (265 m) \| \| \| 106,5 \| Bahnstrecke Paris–Brest nach Laval \| Bahnstrecke Paris–Brest nach Laval \| \| \| 107,8 \| Tranchée couverte de Louverné (95 m) \| Tranchée couverte de Louverné (95 m) \| \| \| 108,3 \| RN162 (50 m) \| RN162 (50 m) \| \| \| 110,4 \| Viaduc de la Mayenne (224 m) \| Viaduc de la Mayenne (224 m) \| \| \| 118,3 \| Bahnstrecke Paris–Brest \| Bahnstrecke Paris–Brest \| \| \| 118,7 \| Viaduc du Vicoin (337 m) \| Viaduc du Vicoin (337 m) \| \| \| 120,5 \| A81(119 m) \| A81(119 m) \| \| \| \| Instandhaltungsbasis Saint-Berthevin \| \| \| \| 124,1 \| Abzw. von Laval Ouest \| von Laval \| \| \| 127,3 \| Oudon \| Oudon \| \| \| 129,0 \| SEI de Montjean \| SEI de Montjean \| \| \| 134,4 \| Seiche \| Seiche \| \| \| 145,4 \| Bahnstrecke Martigné-Ferchaud–Vitré \| Bahnstrecke Martigné-Ferchaud–Vitré \| \| \| 157,0 \| Instandhaltungsbasis Louvigné-de-Bais \| Instandhaltungsbasis Louvigné-de-Bais \| \| \| 157,8 \| SEI de Louvigné-de-Bais \| SEI de Louvigné-de-Bais \| \| \| 163,7 \| Yaigne \| Yaigne \| \| \| 178,0 \| SEI de Cesson-Sévigné \| SEI de Cesson-Sévigné \| \| \| 178,7 \| RN136 \| RN136 \| \| \| 178,9 \| Tranchée couverte du parc du Bois de la Justice (350 m) \| Tranchée couverte du parc du Bois de la Justice (350 m) \| \| \| 181,6 \| Bahnstrecke Paris–Brest \| Bahnstrecke Paris–Brest \| \| \| \| (weitere Betriebsstellen) \| \| \| \| \| Rennes \| \| |                      |                                                         |                                                         |
| Strecke |                      | LGV Atlantique von Paris-Montparnasse                   | LGV Atlantique von Paris-Montparnasse                   |
| Abzweig geradeaus und nach halblinks | 179,2 0,0            | Abzw. von Connerré                                      | nach Le Mans                                            |
| Abzweig quer und nach halblinks · Kreuzung geradeaus oben · Abzweig quer und von halbrechts | 1,6                  | Bahnstrecke Paris–Brest                                 | Bahnstrecke Paris–Brest                                 |
| Abzweig geradeaus und von halbrechts | 3,2                  | Güterzugverbindungskurve                                | Güterzugverbindungskurve                                |
| Strecke mit Straßenbrücke | 4,8                  | A11                                                     | A11                                                     |
| Brücke über Wasserlauf | 11,8                 | Vive Parence                                            | Vive Parence                                            |
| Kreuzung geradeaus oben | 21,3                 | Bahnstrecke Le Mans–Mézidon                             | Bahnstrecke Le Mans–Mézidon                             |
| Brücke über Wasserlauf | 21,5                 | Viaduc de la Sarthe (433 m)                             | Viaduc de la Sarthe (433 m)                             |
| Brücke | 23,8                 | A28                                                     | A28                                                     |
| Brücke über Wasserlauf | 25,5                 | Viaduc de Courbe (374 m)                                | Viaduc de Courbe (374 m)                                |
| Abzweig geradeaus und nach halbrechts |                      | Güterzugverbindungskurve                                | Güterzugverbindungskurve                                |
| Abzweig quer · Kreuzung geradeaus oben · Abzweig quer | 26,0                 | Bahnstrecke Paris–Brest                                 | Bahnstrecke Paris–Brest                                 |
| Abzweig geradeaus und von halblinks | 28,1                 | Abzw. von La Milesse                                    | von Le Mans                                             |
| Tunnel | 28,4                 | Tranchée couverte d'Aigné (200 m)                       | Tranchée couverte d'Aigné (200 m)                       |
| Überleitstelle / Spurwechsel | 28,9                 | SEI d'Aigné                                             | SEI d'Aigné                                             |
| Dienststation / Betriebs- oder Güterbahnhof | 29,5                 | Instandhaltungsbasis Aigné                              | Instandhaltungsbasis Aigné                              |
| Brücke | 35,7                 | A81                                                     | A81                                                     |
| Brücke über Wasserlauf | 47,7                 | Gée                                                     | Gée                                                     |
| Brücke über Wasserlauf | 62,5                 | Viaduc de la Vègre (56 m)                               | Viaduc de la Vègre (56 m)                               |
| Überleitstelle / Spurwechsel | 63,6                 | SEI de Poillé-sur-Vègre                                 | SEI de Poillé-sur-Vègre                                 |
| Abzweig geradeaus und nach links · Strecke von rechts | 64,5                 | Abzw. von Sablé-sur-Sarthe                              | nach Angers                                             |
| Abzweig geradeaus und von links · Abzweig geradeaus und von rechts | 69,7                 | Verbindungskurve Rennes – Angers („Virgule de Sablé“)   | Verbindungskurve Rennes – Angers („Virgule de Sablé“)   |
| Strecke · Dienststation / Betriebs- oder Güterbahnhof |                      | Instandhaltungsbasis Sablé-sur-Sarthe                   | Instandhaltungsbasis Sablé-sur-Sarthe                   |
| Strecke · Abzweig geradeaus und von links |                      | Bahnstrecke Le Mans–Angers nach Angers                  | Bahnstrecke Le Mans–Angers nach Angers                  |
| Brücke über Wasserlauf | 71,9                 | Treulon                                                 | Treulon                                                 |
| Brücke über Wasserlauf | 76,9                 | Viaduc de l'Erve (144 m)                                | Viaduc de l'Erve (144 m)                                |
| Brücke über Wasserlauf | 83,6                 | Viaduc de la Vaige (104 m)                              | Viaduc de la Vaige (104 m)                              |
| Dienststation / Betriebs- oder Güterbahnhof | 96,5                 | Instandhaltungsbasis Louvigné                           | Instandhaltungsbasis Louvigné                           |
| Überleitstelle / Spurwechsel | 97,3                 | SEI de Louvigné                                         | SEI de Louvigné                                         |
| Tunnel | 98,6                 | Tranchée couverte de Louvigné (150 m)                   | Tranchée couverte de Louvigné (150 m)                   |
| Brücke über Wasserlauf | 99,6                 | Viaduc de la Jouanne (120 m)                            | Viaduc de la Jouanne (120 m)                            |
| Abzweig geradeaus und nach links | 102,5                | Abzw. von Laval Est                                     | nach Laval                                              |
| Brücke | 105,9                | A81 (214 m)                                             | A81 (214 m)                                             |
| | 106,5                | Viaduc du Quartier (265 m)                              | Viaduc du Quartier (265 m)                              |
| Kreuzung Ende Hochstrecke | 106,5                | Bahnstrecke Paris–Brest nach Laval                      | Bahnstrecke Paris–Brest nach Laval                      |
| Tunnel | 107,8                | Tranchée couverte de Louverné (95 m)                    | Tranchée couverte de Louverné (95 m)                    |
| Strecke mit Straßenbrücke | 108,3                | RN162 (50 m)                                            | RN162 (50 m)                                            |
| Brücke über Wasserlauf | 110,4                | Viaduc de la Mayenne (224 m)                            | Viaduc de la Mayenne (224 m)                            |
| Kreuzung Anfang Hochstrecke · Abzweig quer und von links | 118,3                | Bahnstrecke Paris–Brest                                 | Bahnstrecke Paris–Brest                                 |
| Strecke | 118,7                | Viaduc du Vicoin (337 m)                                | Viaduc du Vicoin (337 m)                                |
| Brücke · Strecke | 120,5                | A81(119 m)                                              | A81(119 m)                                              |
| Strecke · Dienststation / Betriebs- oder Güterbahnhof |                      | Instandhaltungsbasis Saint-Berthevin                    | Instandhaltungsbasis Saint-Berthevin                    |
| Abzweig geradeaus und von links · Strecke nach rechts | 124,1                | Abzw. von Laval Ouest                                   | von Laval                                               |
| Brücke über Wasserlauf | 127,3                | Oudon                                                   | Oudon                                                   |
| Überleitstelle / Spurwechsel | 129,0                | SEI de Montjean                                         | SEI de Montjean                                         |
| Brücke über Wasserlauf | 134,4                | Seiche                                                  | Seiche                                                  |
| Kreuzung (Querstrecke außer Betrieb) | 145,4                | Bahnstrecke Martigné-Ferchaud–Vitré                     | Bahnstrecke Martigné-Ferchaud–Vitré                     |
| Dienststation / Betriebs- oder Güterbahnhof | 157,0                | Instandhaltungsbasis Louvigné-de-Bais                   | Instandhaltungsbasis Louvigné-de-Bais                   |
| Überleitstelle / Spurwechsel | 157,8                | SEI de Louvigné-de-Bais                                 | SEI de Louvigné-de-Bais                                 |
| Brücke über Wasserlauf | 163,7                | Yaigne                                                  | Yaigne                                                  |
| Überleitstelle / Spurwechsel | 178,0                | SEI de Cesson-Sévigné                                   | SEI de Cesson-Sévigné                                   |
| Tunnel | 178,7                | RN136                                                   | RN136                                                   |
| Tunnel | 178,9                | Tranchée couverte du parc du Bois de la Justice (350 m) | Tranchée couverte du parc du Bois de la Justice (350 m) |
| Abzweig geradeaus und von rechts | 181,6                | Bahnstrecke Paris–Brest                                 | Bahnstrecke Paris–Brest                                 |
| |                      | (weitere Betriebsstellen)                               |                                                         |
| Bahnhof |                      | Rennes                                                  | Rennes                                                  |

Die LGV Bretagne-Pays de la Loire ist eine französische Hochgeschwindigkeitsstrecke. Sie verlängert die LGV Atlantique westlich von Le Mans bis nach Rennes  und Nantes. Die Gesamtkosten werden auf etwa 3,4 Mrd. € geschätzt. Das Projekt wurde im Rahmen einer öffentlich-privaten Partnerschaft verwirklicht. Der Baubeginn war am 27. Juli 2012, die Eröffnung wurde am 1. Juli 2017 gefeiert.

## Streckenverlauf

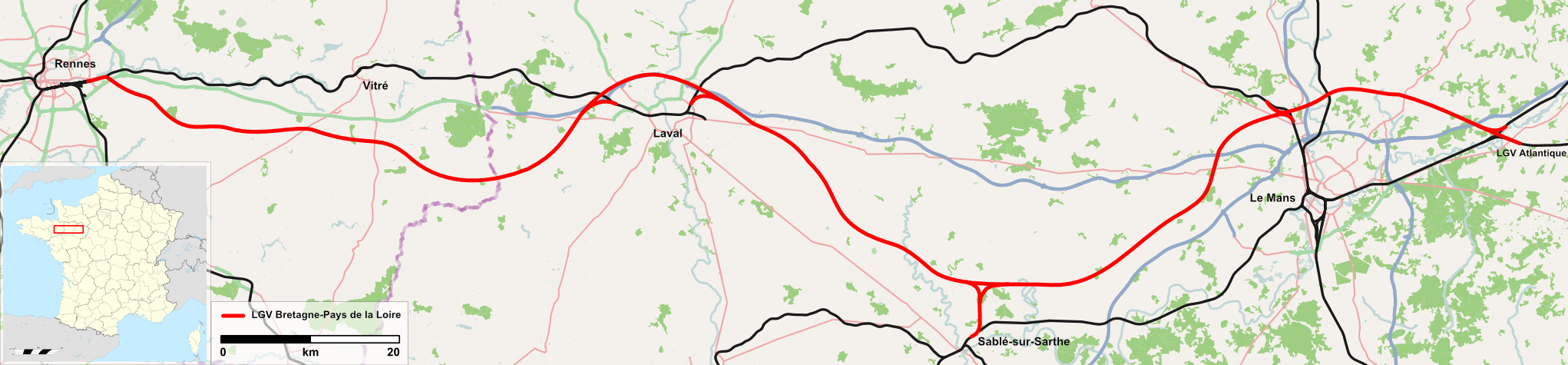
Streckenverlauf mit der Altstrecke

Die Strecke zweigt in der Nähe von Connerré von der LGV Atlantique ab und umfährt Le Mans nördlich. Nach 64 km teilt sich die Strecke. Der Südast trifft nach einigen Kilometern bei Sablé-sur-Sarthe auf die Strecke nach Nantes; eine Verbindungskurve zwischen den Ästen der Neubaustrecke ermöglicht Fahrten von Rennes in Richtung Angers. Die Hauptstrecke verläuft zunächst weiter in Richtung Nordwesten nach Laval und schwenkt dann nach Westen, um schließlich bei Cesson-Sévigné, kurz vor Rennes, auf die Altstrecke zu treffen. Die Gesamtlänge der LGV Bretagne-Pays de la Loire beträgt etwa 214 km, von denen sind 182 km Strecke und 32 km Verbindungsstrecken mit dem Altnetz. 200 Kunstbauwerke wurden erstellt. Die Umfahrung von Le Mans wird auch vom Güterverkehr genutzt werden. Zusätzlich bestehen in Connerré und La Milesse Verbindungen mit der Altstrecke. Außerdem bestehen östlich und westlich von Laval Verbindungen mit der Altstrecke.

## Geschichte
Im Jahre 1992 ist eine Hochgeschwindigkeitsstrecke von Le Mans nach Rennes, als Verlängerung der LGV Atlantique, im Gesamtplan für die französischen Hochgeschwindigkeitsstrecken enthalten. Von 1995 bis 1996 fand eine öffentliche Erörterung statt. Die Erstplanungen wurden von 1996 bis 2000 durchgeführt. Die Vorplanungen der Streckenführung fanden von 2002 bis 2005 statt. Von 2006 bis 2007 fanden die Untersuchungen zur Feststellung des öffentlichen Nutzens (Déclaration d’utilité publique) statt, der am 26. Oktober 2007 festgestellt wurde. Am 23. Dezember 2008 begann das Vergabeverfahren bei dem Bouygues, Eiffage und Vinci ein Angebot abgaben. Im Januar 2011 wurde bekannt, dass Eiffage Rail Express (ERE) den Zuschlag für das Projekt erhält. Am 13. Juli 2011 wird die Finanzierungsvereinbarung unterschrieben von RFF mit den Gebietskörperschaften, im selben Monat wird der Vertrag zwischen Eiffage und RFF unterschrieben. Am 27. Juli 2012 wurde das Baulogistikzentrum in Étrelles eröffnet. Die ersten Testfahrten finden seit Ende 2016 statt. Im Januar 2017 erreichte ein Testzug dabei die maximale Testgeschwindigkeit von 352 Kilometer in der Stunde.

## Bau
Die Erdbauarbeiten haben Ende 2012 begonnen dauerten bis Mitte 2015. Anfang 2013 wurde die erste Weiche in der Nähe von Sablé-sur-Sarthe verlegt. Die Streckenausrüstung (Oberbau, Oberleitung, Signalisierung) dauerte von Herbst 2014 an bis Sommer 2015.

## Infrastruktur
Die Strecke wurde, wie jede Neubaustrecke in Frankreich, mit 25 kV 50 Hz Wechselspannung elektrifiziert. Die Signalisierung kommt von Ansaldo STS und besteht aus TVM 300 und ETCS Level 2. Die Verbindungen mit den Altstrecken sind mit Level 1 ausgerüstet.

## Finanzierung
Wie auch die LGV Sud Europe Atlantique wird diese Hochgeschwindigkeitsstrecke im Rahmen einer ÖPP realisiert. Nach einer öffentlichen Ausschreibung hat RFF am 18. Januar 2011 das vom Eiffage-Konzern geleitete Konsortium als Bauherrin und Betreiberin der Strecke ausgewählt. Eiffage wird etwa ein Drittel der Investitionskosten vorfinanzieren und im Gegenzug 25 Jahre lang eine feste Miete von RFF, das die Strecke betreiben und Gebühren für ihre Nutzung einnehmen wird, erhalten. Außer Eiffage hatten sich auch Bouygues und Vinci für den Zuschlag beworben.

## Fahrzeiten aktuell 2015
- Paris ↔ Rennes 2:04, zukünftig 1:26 (Fahrzeitgewinn: 38 Minuten)
- Paris ↔ Nantes 2:05, zukünftig 1:53 (Fahrzeitgewinn: 15 Minuten)